# Lates nilowy
Lates nilowy (Lates niloticus), bardziej znany pod handlowymi nazwami okoń nilowy lub okoń Wiktorii – gatunek słodkowodnej ryby okoniokształtnej z rodziny Latidae, wcześniej uznawanej za podrodzinę Latinea w rodzinie żuchwikowatych (Centropomidae).

## Występowanie
Występuje powszechnie w krainie etiopskiej. Gatunek rodzimy dla jezior Czad i Turkana, rzek: Kongo, Wolta, Nil, Senegal i in. Występuje także w półsłonych wodach jeziora Marjut w Egipcie. Pierwotnie zaliczany do słonowodnych wargaczy pod nazwą Labrus niloticus, a także Centropomus niloticus. Lokalne nazwy zwyczajowe: belona afrykańska, okoń Wiktorii (myląca nazwa handlowa, bo gatunek ten nie jest rodzimy dla jeziora Wiktorii), a także wiele innych, w różnych językach afrykańskich.

## Introdukcja do jeziora Wiktorii

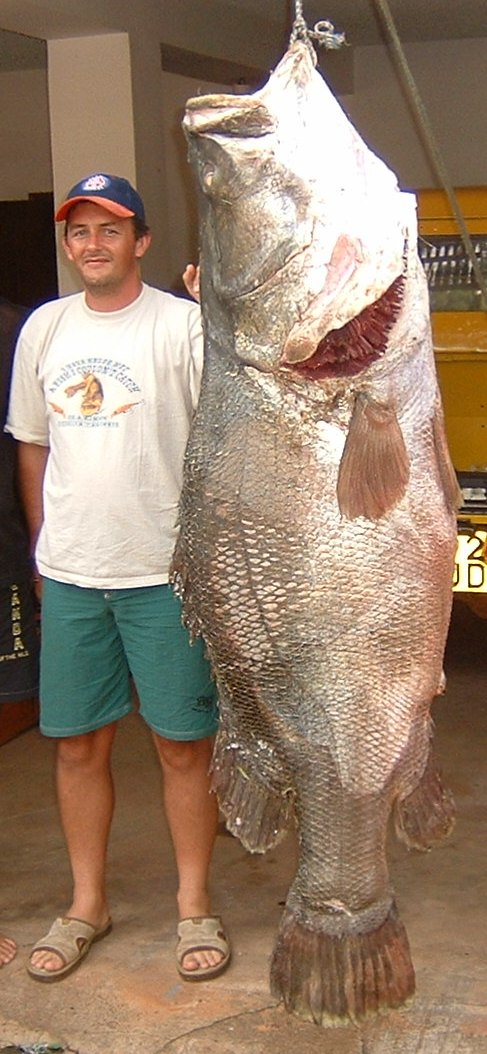
Okoń nilowy dorasta do 200 cm i 200 kg masy ciała

Introdukcja tego gatunku do jeziora Wiktorii jest najczęściej przytaczanym przykładem negatywnego wpływu gatunków inwazyjnych na ekosystem. Okonia nilowego wprowadzono do jeziora Wiktorii we wschodniej Afryce w latach 50. XX w. w celach hodowlanych. Wywołało to wymarcie kilkuset gatunków rodzimych i spowodowało spadek liczebności populacji wielu innych. Początkowo ryba ta żywiła się narybkiem innych ryb, ale gdy ich pogłowie spadło, zaczęła polować na krewetki i małe ryby.
Introdukcja tego gatunku, choć wpłynęła niekorzystnie na ekosystem, to sprowadziła nad jezioro Wiktorii wiele przedsiębiorstw zajmujących się rybołówstwem. W 2003 roku eksport okonia nilowego do Unii Europejskiej przyniósł im 169 milionów euro zysku. Jednak nadmierna eksploatacja okonia spowodowała spadek jego liczebności.
Zaburzenie ekosystemu jeziora miało także negatywny socjoekonomiczny wpływ na żyjącą wokół niego społeczność: mieszkańcy porzucili tradycyjne zajęcia i związali się z przemysłem rybołówczym, którego przyszłość jest niepewna.